# 6689 Флосс
6689 Флосс (6689 Floss) — астероїд головного поясу, відкритий 2 березня 1981 року.
Тіссеранів параметр щодо Юпітера — 3,633.